# Столица
Столицата е главният град на една държава. Обикновено столицата е градът, в който се намират правителството и другите висши органи на държавната (законодателна, изпълнителна, съдебна) власт – държавният глава, парламентът, върховният съд. Но тя може да е различна от действителното седалище на правителството. Например в Нидерландия столицата е Амстердам, а седалището на правителството е Хага.
В монархиите столицата често е там, където се намира кралският двор (може да се мести от един в друг дворец). Самата етимология на столица идва от престол. Обикновено столицата е регламентирана в законодателството. Често столицата е център на дейности от много голямо значение за страната – политически, икономически, културни и други.
В повечето случаи столицата е най-големият град в страната, но има много изключения. Например в Швейцария столицата е Берн, a най-големият град е Цюрих. В САЩ столицата е Вашингтон, докато най-големият град е Ню Йорк. Също така много от столиците на американските щати не са най-големите градове в щата си – например столицата на Калифорния Сакраменто не е най-големият град в щата, а това е Лос Анджелис. Въпреки това някои столици на американски щати са и най-големите градове в щата си, например Бостън в щата Масачузетс.
Някои държави имат повече от една столица. Например Република Южна Африка има 3 столици – парламентът заседава в Кейптаун, изпълнителната власт е съсредоточена в Претория, висшите съдебни органи се намират в Блумфонтейн. Най-големият град в РЮА е Йоханесбург.
Териториалните политически единици (особено във федералните държави) и автономни области с по-голяма самостоятелност в управлението също наричат административните си центрове столици – например републиките в Русия, провинциите в Германия и Австрия, кантоните в Швейцария, щатите в Бразилия, Индия, Мексико и Съединените американски щати и др.

## България
Столица на България от 1879 г. е град София. Изборът на София за столица на новосъздадената българска държава се опира на редица географски, геополитически и исторически причини. Главният град на Третата българска държава се намира в центъра на Балканския полуостров, на място където се пресичат редица важни пътища, а още през II в. тогавашната Сердика се утвърждава като един от главните римски центрове в региона.  Столици на страната в нейната над 1300-годишна история са били градовете Плиска, Преслав, Скопие и Охрид (днешна Северна Македония), Търновград и Видин.
Регионални български столици са били:
- Пловдив – на Източна Румелия,
- Търновград – на Търновското царство при цар Иван Шишман,
- Видин – на Видинското царство при цар Иван Срацимир,
- Карвуна и Варна – на Добруджанското деспотство при деспот Добротица.

В съвременния език думата столица в България се употребява в следните съчетания:
- „старата столица“ – град Велико Търново,
- „морската столица“ – град Варна.